# Ibrahima Ndiaye (Fußballspieler, 1998)
Ibrahima Ndiaye (* 6. Juli 1998) ist ein senegalesischer Fußballspieler.

## Karriere

### Verein
Ibrahima Ndiaye wechselte im Sommer 2016 von Senegal in die ägyptische Premier League zu Wadi Degla. Von da wurde er für eine halbe Saison nach Ergotelis in die griechische Football League ausgeliehen.
Nach seiner Rückkehr zu Wadi Degla unterschrieb Ndiaye im Sommer 2019 einen Vierjahresvertrag beim FC Luzern.

## Titel und Erfolge

### FC Luzern
- Schweizer Cup: 2021